# Сплюшка флореська
Сплюшка флореська (Otus alfredi) — вид совоподібних птахів родини совових (Strigidae). Ендемік Індонезії. Вид названий на честь британського колоніального адміністратора і колекціонера Альфреда Еверетта.

## Опис
Довжина птаха становить 19-21 см, довжина крила становить 137-160 г, довжина хвоста 78 мм. Лицевий диск темно-рудувато-коричневий, над очима білуваті "брови", на лобі тонкі білі смужки, на голові невеликі рудувато-коричневі пір'яні "вуха", верхня частина голови рудувато-коричнева. Верхня частина тіла рівномірно темно-рудувато-коричнева, на плечах білі плями. Крила рудувато-коричневі, поцятковані білими смужками, на хвості смужки відсутні. Нижня частина тіла білувата, груди мають рудувато-коричневий відтінок. Очі жовті, дзьоб і восковиця оранжево-жовті, лапи невеликі, оперені, пальці тьмяно-жовті, кігті жовтувато-рогові. Молоді птахи мають переважно світло-рудувато-коричневе забарвлення, смужки в їх оперенні менш чіткі, однак на хвості більш виражені, ніж у дорослих птахів. Голос — короткі, різкі крики «ух», які повторюються кожні 1,5-2,5 секунди. Також можно почути серію «ух-ух-ух», в серії від 5 до 13 звуків.

## Поширення і екологія
Флореські сплюшки є ендеміками острова Флорес в архіпелазі Малих Зондських островів. Вони живуть у вологих гірських тропічних лісах, на висоті від 1000 до 1400 м над рівнем моря. Гніздяться в дуплах дерев.

## Збереження
МСОП класифікує цей вид як такий, що перебуває під загрозою зникнення. Флореські сплюшки довгий час були відомі лише за 3 типовими зразками 1869 року, поки не були повторно відкриті у 1994 році. За оцінками дослідників, популяція флореських сплюшок становить від 370 до 3800 птахів. Їм загрожує знищення природного середовища.